# Wet bevordering speur- en ontwikkelingswerk
De Wet bevordering speur- en ontwikkelingswerk (WBSO) is een fiscale regeling van het Nederlandse ministerie van Economische Zaken om Onderzoek & Ontwikkeling (R&D) te bevorderen.
Via de WBSO kunnen bedrijven en zelfstandigen een tegemoetkoming krijgen in de loonkosten van werknemers die aan R&D-projecten werken. Voor bedrijven die personeel in dienst hebben, bedraagt de vermindering van de af te dragen loonbelasting 32% van de loonkosten voor S&O-activiteiten (speur- en ontwikkeling). Startende ondernemingen profiteren van een subsidiepercentage van 40% van hun loonkosten voor S&O-activiteiten. Vanaf 350.000 euro geldt voor beide groepen een percentage van 16%. 
De bedrijven en zelfstandigen dienen afdrachtplichtig te zijn voor de loon- of inkomstenbelasting. Om voor deze regeling in aanmerking te komen, dient de technische ontwikkeling nieuw te zijn en door het bedrijf of de zelfstandige zelf, dus in eigen huis, ontwikkeld.

## Geschiedenis
De WBSO trad in werking op 13 mei 1994 en was aanvankelijk een zelfstandige wet (Staatsblad 1994, 312). Per 1 januari 1996 werd deze ingetrokken en gingen de desbetreffende bepalingen op in de Wet vermindering afdracht loonbelasting en premie voor de volksverzekeringen. De overheid bleef de oorspronkelijke naam en afkorting van de wet echter gebruiken als aanduiding voor die bepalingen.
Van 2012 tot 2016 bestond er naast de WBSO nog de Research en Development Aftrek (RDA). Die regeling gaf ondernemers een fiscale aftrek via de winstbelasting voor overige kosten en uitgaven ten behoeve van het eigen speur- en ontwikkelingswerk (S&O). Met ingang van 2016 zijn de WBSO en de RDA geïntegreerd in één regeling met behoud van de naam WBSO. Vanaf 2016 kunnen naast de S&O-loonkosten ook de overige S&O-kosten en -uitgaven via de WBSO worden verrekend.

## Aanvragen
Voor vermindering van de af te dragen loonkosten of premie volksverzekeringen, is een WBSO-verklaring nodig. Hiervoor moet er een aanvraag digitaal ingediend worden bij de Rijksdienst voor Ondernemend Nederland. Een aanvraag mag maximaal vier keer per jaar worden ingediend, voor een periode van minimaal drie maanden en maximaal een jaar. De WBSO-verklaring is tevens het toegangsbewijs voor de Innovatiebox, die korting oplevert op de vennootschapsbelasting.

## Budget
Ieder jaar wordt op Prinsjesdag het budget opnieuw bekendgemaakt. Het totale budget voor 2022 was € 1.336 miljoen, voor 2023 is dit verhoogd naar € 1.370 miljoen. Voor 2024 bedraagt het budget € 1.446 miljoen. Over- en onderuitputting van het beschikbare budget wordt twee jaar later gecompenseerd, bijvoorbeeld door het aanpassen van de parameters.

## Veranderingen WBSO per 2020
Per 1 januari 2020 kunnen ondernemers de WBSO-aanvraag tot één dag van tevoren aanmelden; dit was minimaal één kalendermaand vóór het begin van de aanvraagperiode. Aan het eind van het jaar, moet de WBSO-aanvraag uiterlijk 20 december binnen zijn. Daarnaast mogen ondernemers per 2020 maximaal vier keer per jaar een aanvraag indienen. Dit was drie keer per jaar.

## Veranderingen WBSO per 2022
Sinds 2022 krijgt elke WBSO aanvraag die een ondernemer indient in een kalenderjaar een einddatum van 31 december. Er zijn geen vaste momenten voor indienen meer waardoor aanvragen van een ondernemer overlap kunnen hebben. Met het nieuwe systeem kunnen ondernemers nu na ontvangst van de S&O-verklaring zelf kiezen wanneer ze de WBSO-subsidie willen ontvangen.